# Sabaco steineri
Sabaco steineri är en ringmaskart som beskrevs av S.F. Light 1991. Sabaco steineri ingår i släktet Sabaco och familjen Maldanidae. Inga underarter finns listade i Catalogue of Life.